# Kalendarium historii Węgier

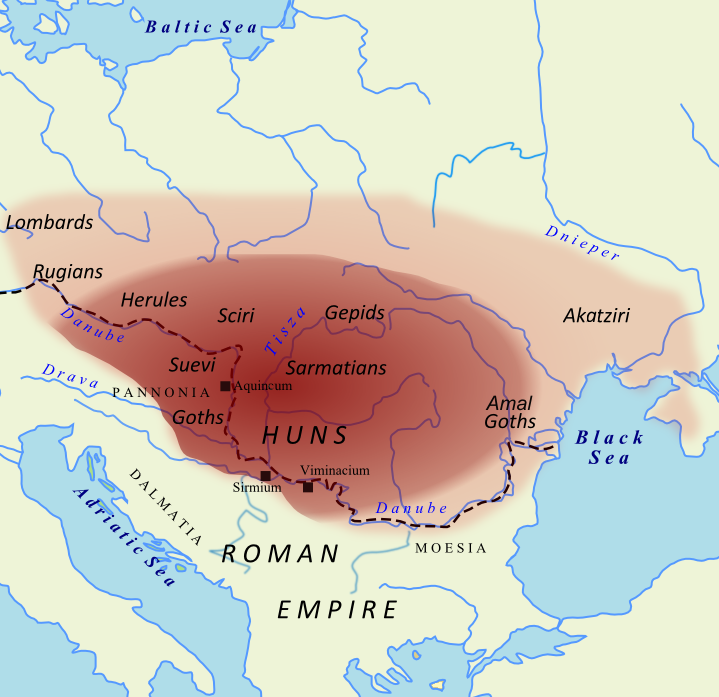
Przypuszczalny zasięg państwa Hunów w V wieku

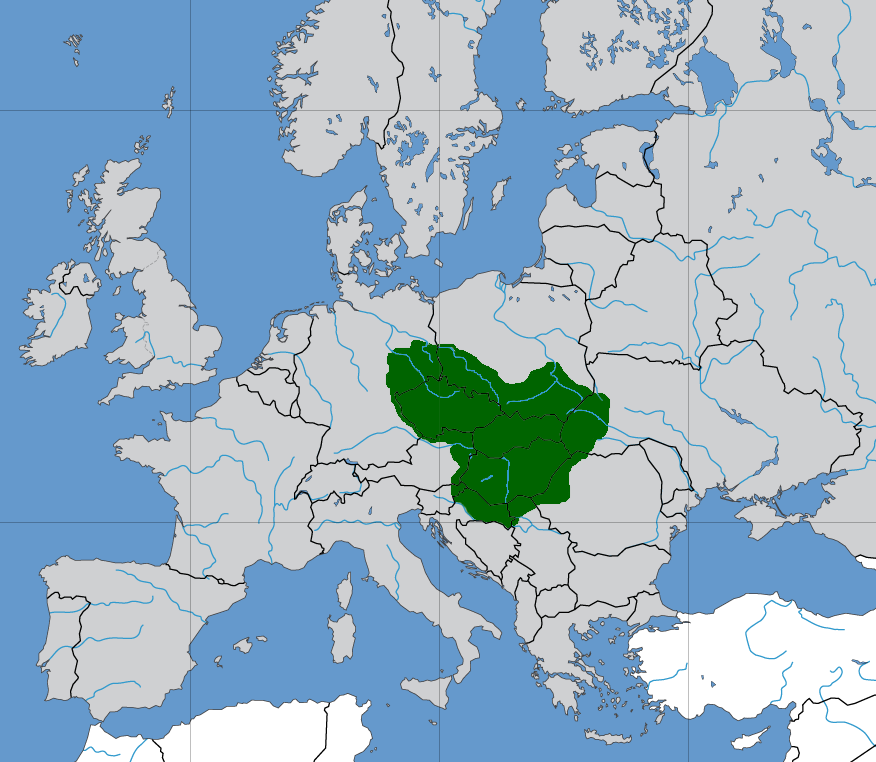
Zasięg państwa wielkomorawskiego

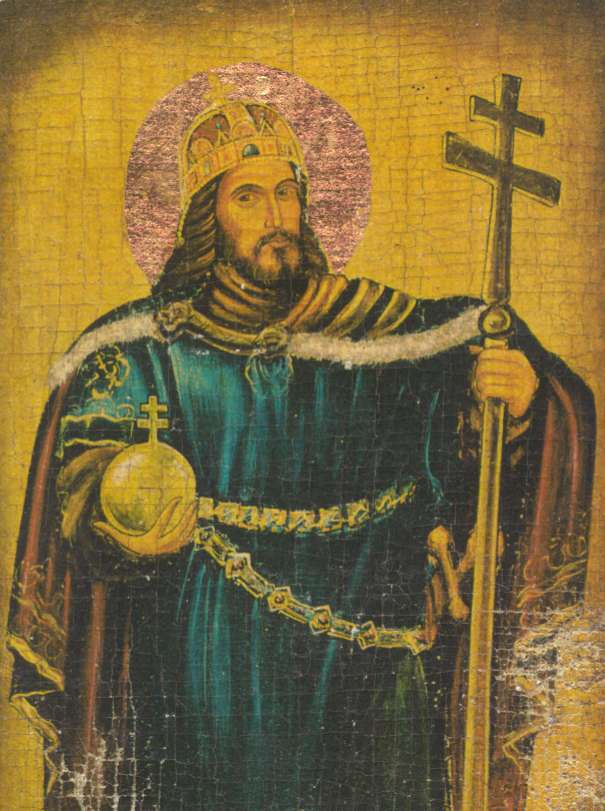
Stefan I Święty

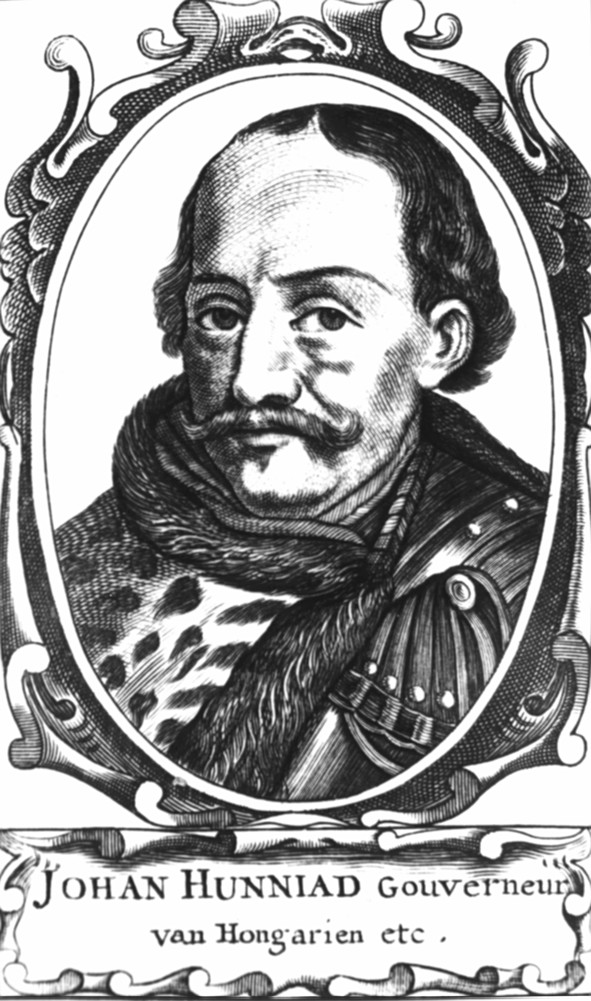
János Hunyady

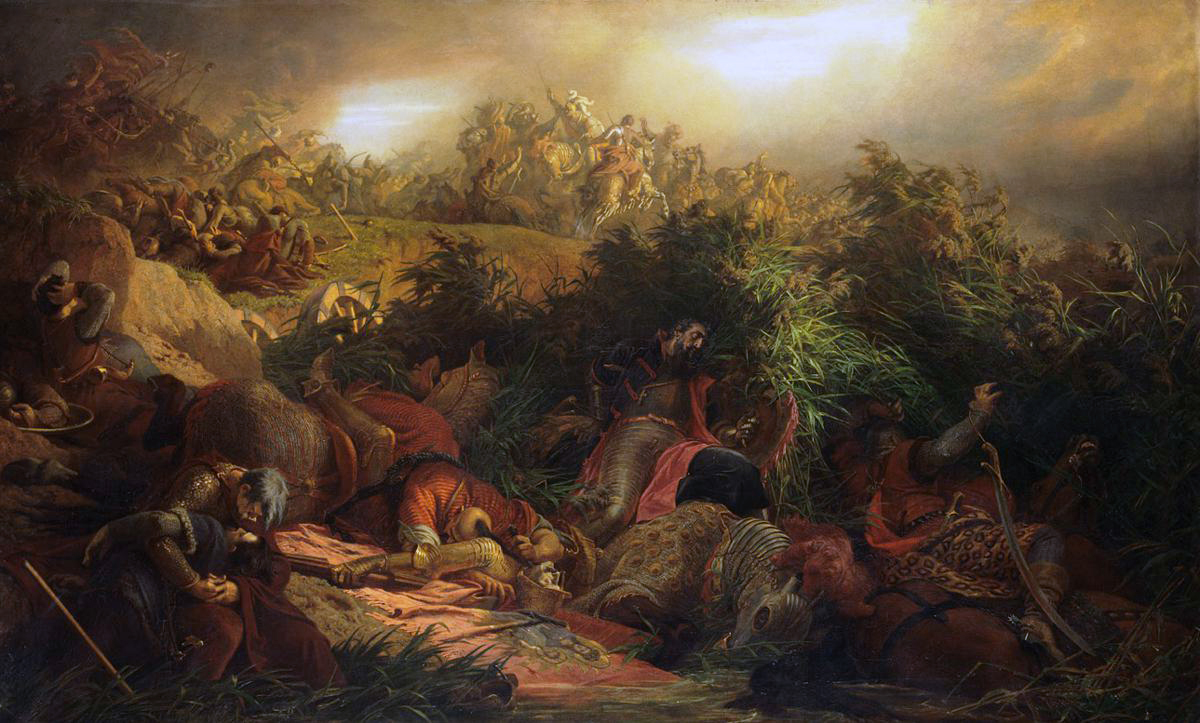
Bertalan Székely, „Bitwa pod Mohaczem”

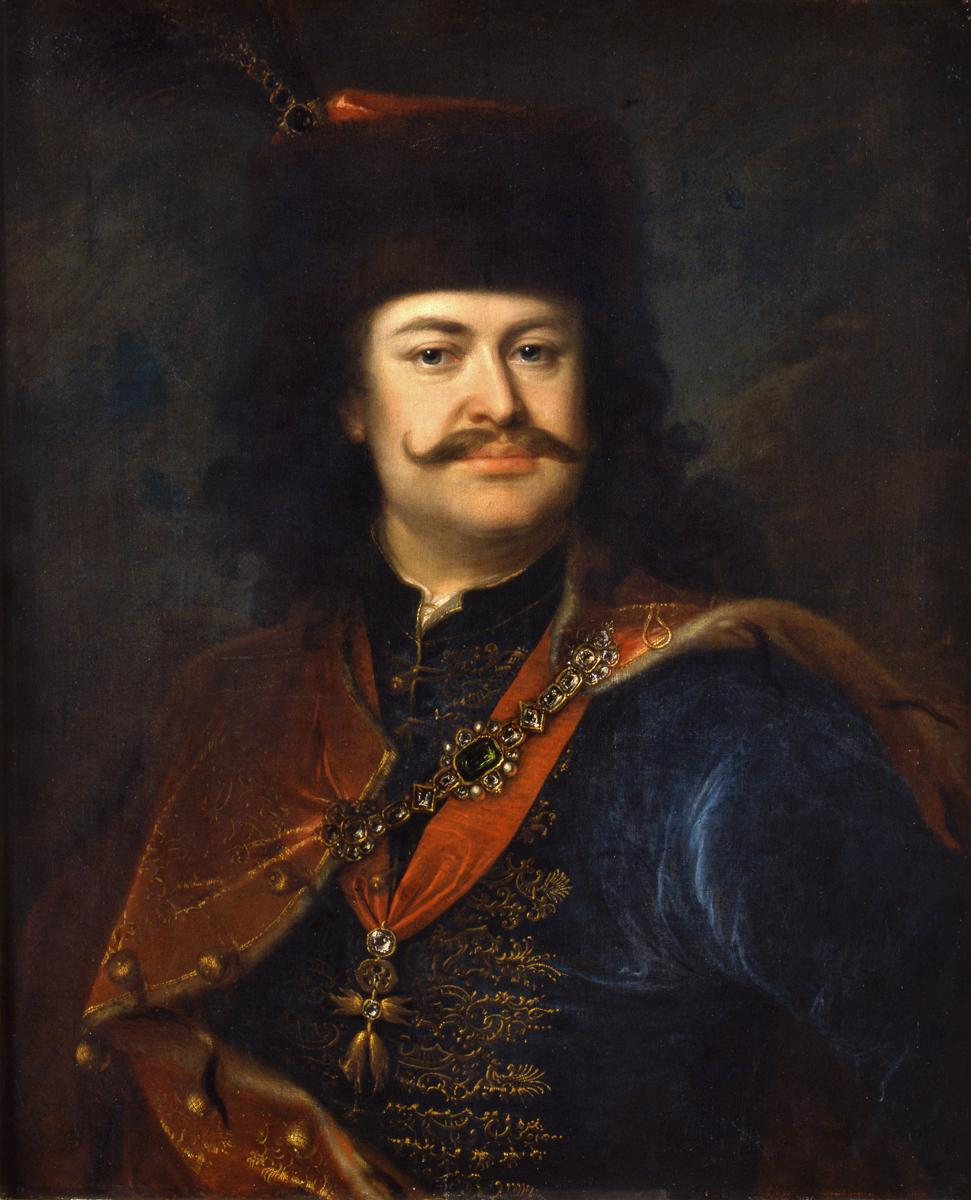
Franciszek II Rakoczy

Zasięg Austro-Węgier

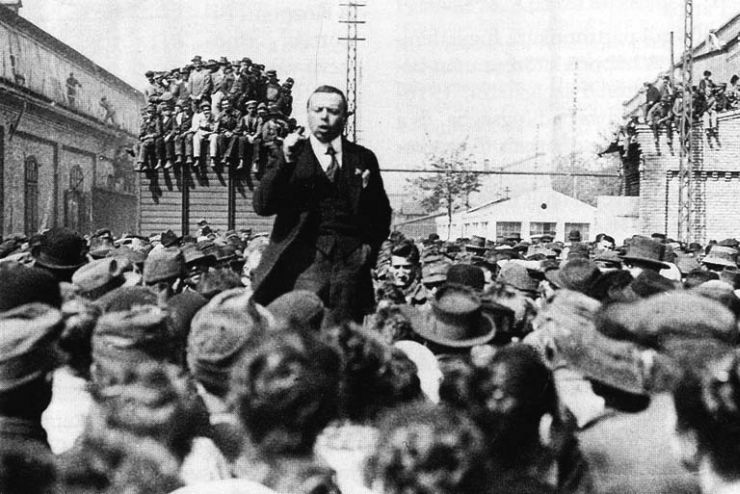
Przywódca Węgierskiej Republiki Rad Béla Kun na wiecu w 1919

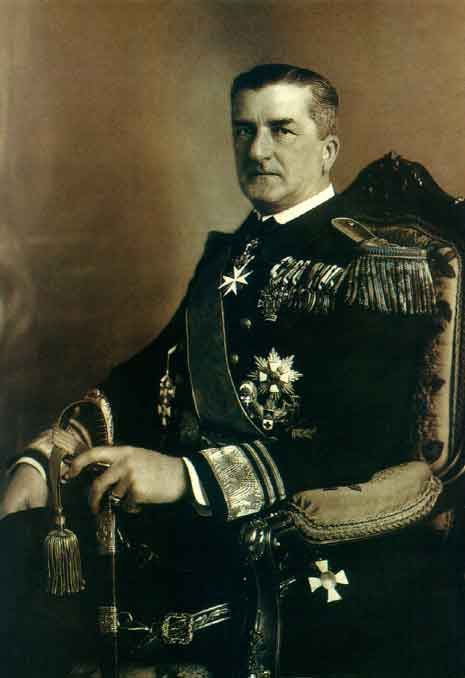
Miklós Horthy

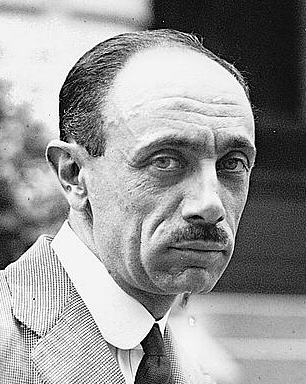
Pál Teleki

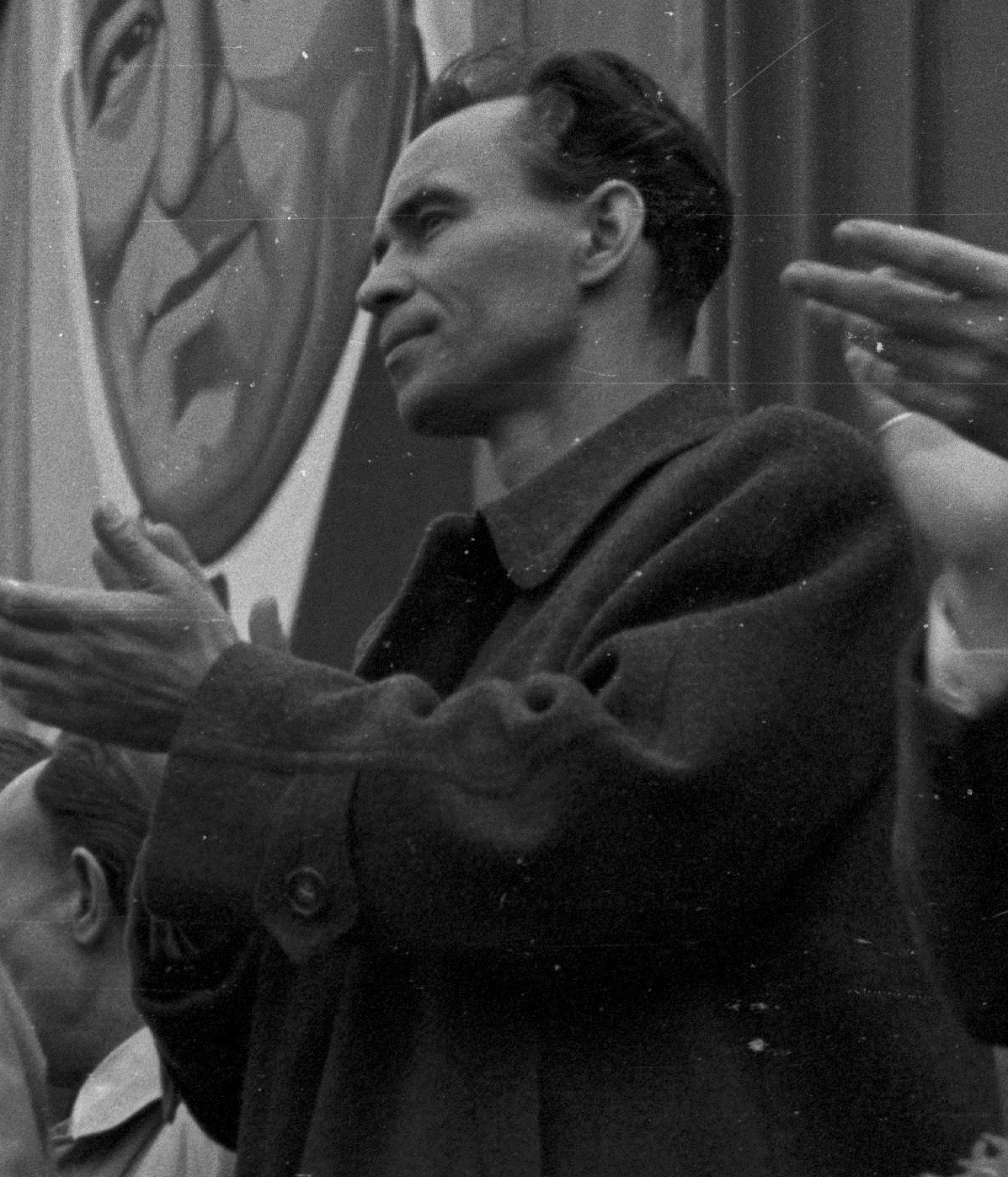
László Rajk

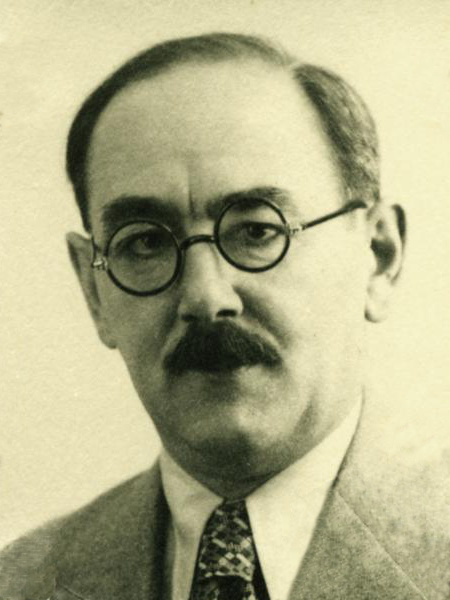
Imre Nagy

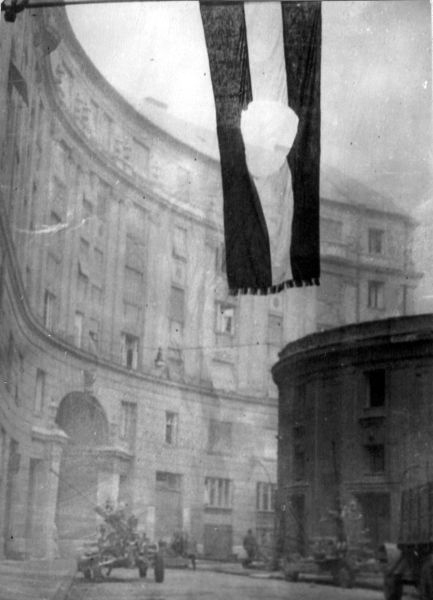
Flaga powstańców nad ulicą zajętą już przez Armię Radziecką

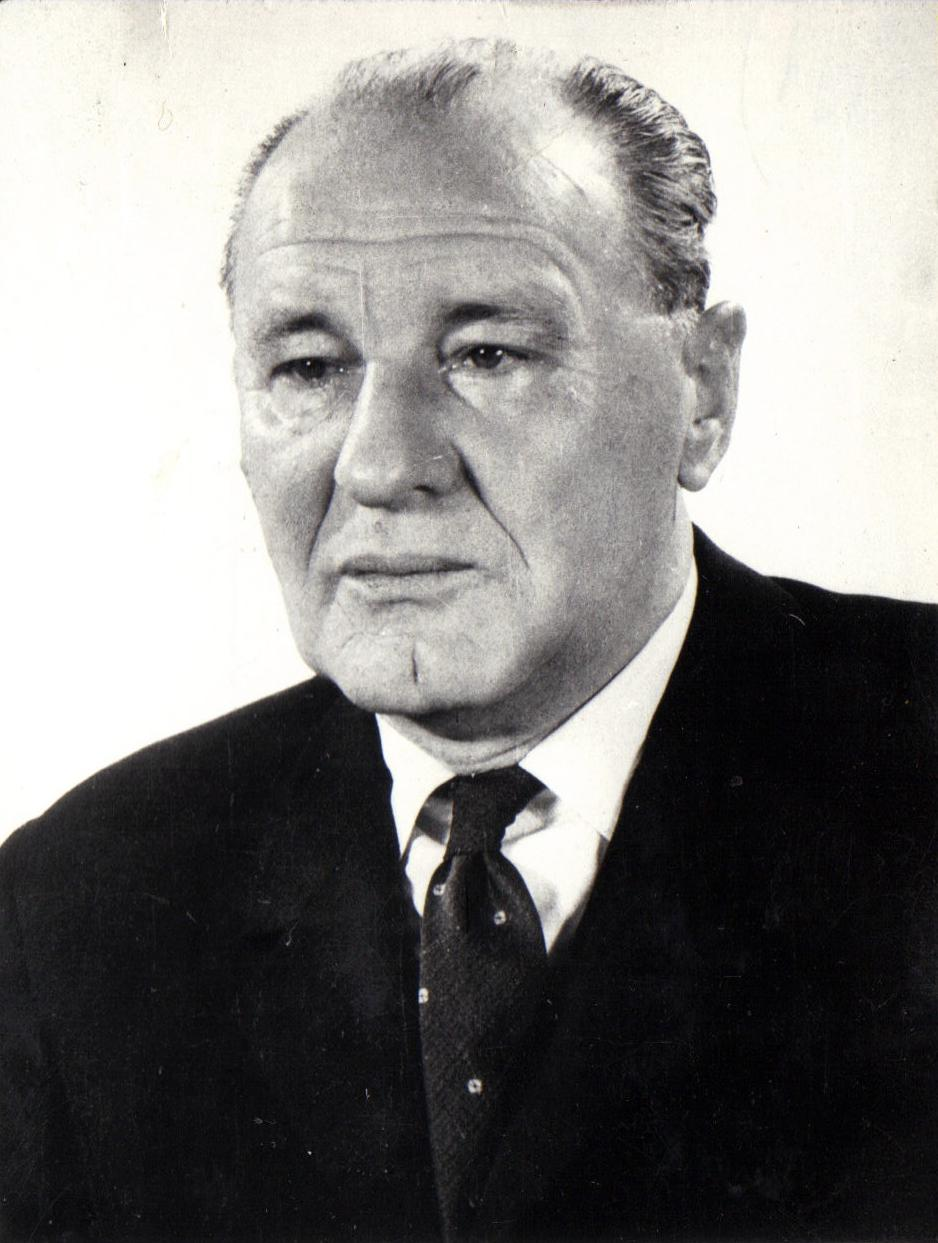
János Kádár

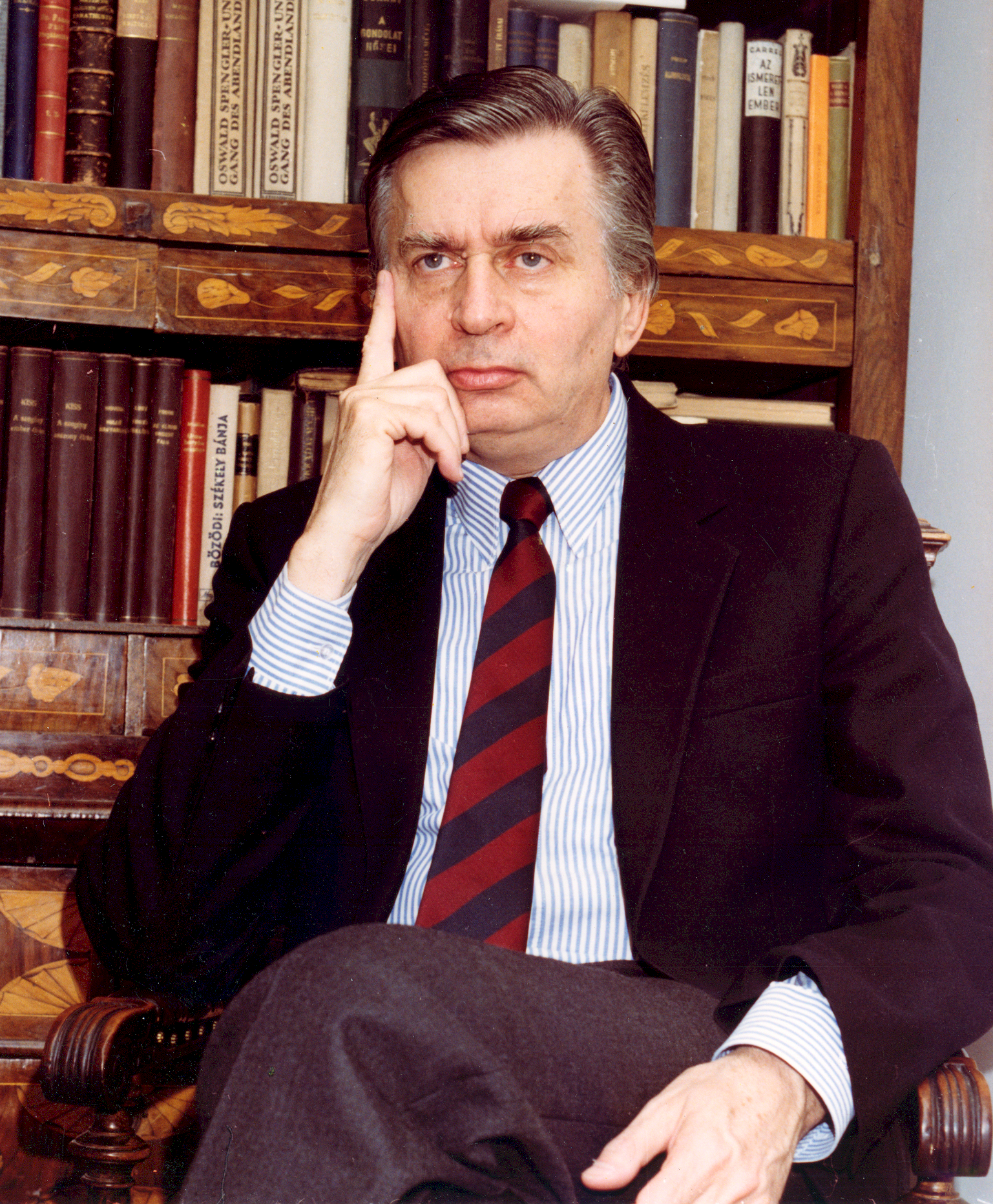
József Antall

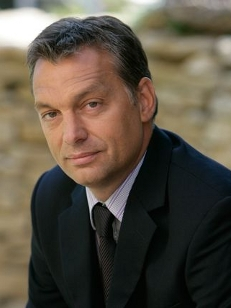
Viktor Orbán

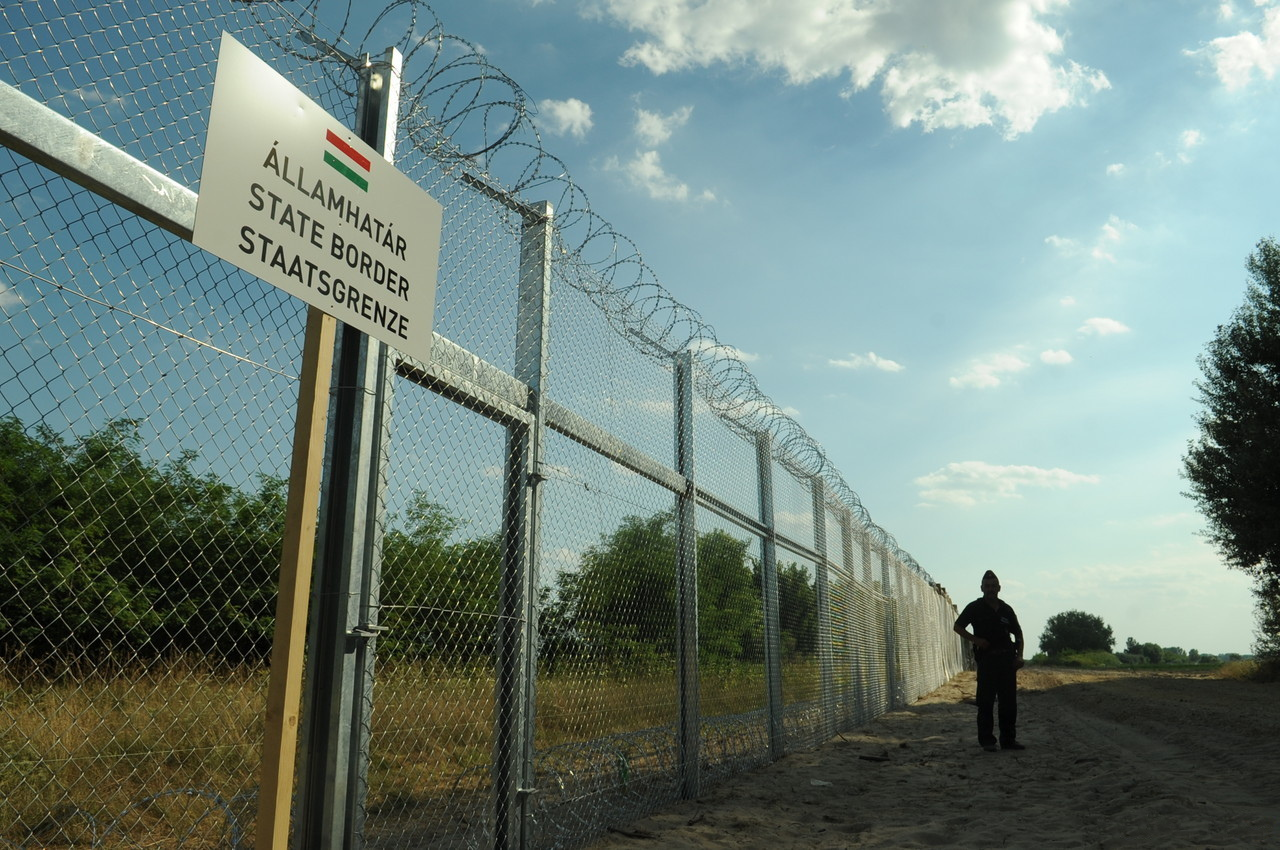
Płot na granicy węgiersko-serbskiej

Kalendarium historii Węgier – uporządkowany chronologicznie, począwszy od czasów najdawniejszych aż do współczesności, wykaz dat i wydarzeń z historii Węgier.

## Czasy najdawniejsze
- do I w. p.n.e. – Celtowie zamieszkiwali tereny obecnych Węgier[1]
- I w. p.n.e. – tereny obecnych Węgier weszły w skład Cesarstwa Rzymskiego; utworzenie prowincji Panonia[2]
- IV–VI w. – Gepidowie, Wizygoci, Wandalowie, Longobardowie i Awarowie pojawili się na terenie obecnych Węgier[3][1]
- V w. – Hunowie pojawili się na terenach obecnych Węgier[2]
- VI w. – napływ Słowian[3]
- IX w. – część obecnych Węgier znalazła się w granicach państwa wielkomorawskiego[3]

## Panowanie Arpadów
- 889 – powstała dynastia Arpadów
- 896 – Madziarzy pojawili się w dorzeczu środkowego Dunaju i Cisy[3]
- 955 – Otton I pokonał nad rzeką Lech Madziarów[3]
- 997–1038 – rządy Stefana I Świętego[2]
- 1001 – koronacja Stefana I[2]
- XI w. – Węgry podbiły Siedmiogród i Słowacczyznę, tworząc terytorium w łuku Karpat[3]
- początek XIII w. – Węgrzy i Chorwaci zawarli unię personalną[3]
- 1241–1242 – najazdy Złotej Ordy[1]
- 1301 – wygasła dynastia Arpadów, władzę objęli Andegaweni[2]

## Późne średniowiecze i czasy odrodzenia
- 1370–1382 – unia personalna z Polską[2]
- początek XV w. – początek najazdów tureckich[3]
- 1437 – królem został Albrecht II Habsburg[2]
- 1440 – tron na Węgrzech objął Władysław Warneńczyk[3]
- 1444 – w bitwie pod Warną zginął król Władysław I, władzę objął jako regent Jan Hunyady[2]
- 1456 – w bitwie pod Belgradem Hunyady pokonał Turków[3]
- 1458 – na tron węgierski wybrany został Maciej Korwin[3]
- 1490 – Jagiellonowie ponownie objęli władzę na Węgrzech[3]
- 1515 – zawarto traktat w Wiedniu zapewniający Habsburgom sukcesję w Czechach i na Węgrzech po wygaśnięciu rodu Jagiellonów[3]
- 1526 – w bitwie pod Mohaczem Turcy pokonali Węgrów[1]
- 1541 – Turcy zajęli środkowe Węgry z Budą[3]
- XVI w. – początek reformacji[3]
- 1686 – Leopold I zajął Budę[2]

## Rządy Habsburgów
- 1703 – wybuch powstania ogólnonarodowego pod przywództwem Franciszka II Rakoczego[3]
- 1705 – Franciszek II Rakoczy został obwołany księciem Węgier[3]
- 1707 – sejm w Ónod ogłosił detronizację Habsburgów[3]
- 1711 – Habsburgowie stłumili powstanie, przywracając częściowo rządy absolutne[3]
- 1804 – Węgry weszły w skład Cesarstwa Austriackiego[1]
- 1825 – ukształtowało się stronnictwo reformatorskie w Preszburgu[3]
- 1848 – wybuch rewolucji, władzę na Węgrzech objął rząd narodowy Lajosa Batthyányego[3]
- 14 kwietnia 1849 – ogłoszenie przez Węgry niepodległości oraz zdetronizowanie Habsburgów[2]
- październik 1849 – Austria i Rosja stłumiły rewolucję; początek austriackiego terroru na Węgrzech[3]
- 1866 – Austria złagodziła politykę wobec Węgier[3]
- 1867 – podpisanie przez Austrię i Węgry ugody[3]
- 1868 – powstanie monarchii austro-węgierskiej[2]
- 1905 – w wyborach parlamentarnych wygrała koalicja skupiona wokół Partii Niepodległości[3]
- 1907 – wprowadzenie obowiązkowego języka węgierskiego do wszystkich szkół na terenie Węgier w celu nasilenia madziaryzacji mniejszości narodowych[3]
- 1910 – władzę objęła Narodowa Partia Pracy[3]
- 16 listopada 1918 – proklamowano Republikę Węgierską[3]

## Okres międzywojenny
- marzec 1919 – proklamowanie przez komunistów i socjaldemokratów Węgierskiej Republiki Rad. Przywódcą państwa został Béla Kun[3]
- lipiec 1919 – wojska rumuńskie i czechosłowackie obaliły rządy komunistów[3]
- 1 marca 1920–1944 – rządy regenta Miklósa Horthyego[4]
- 4 czerwca 1920 – Węgry podpisały traktat w Trianon, zrzekając się ponad 2/3 obszaru kraju[5]
- listopad 1921 – przywrócenie monarchii[3]
- 1921–1931 – rządy Istvána Bethlena[3]
- 1931 – w wyniku wielkiego kryzysu władzę objęła skrajna prawica[3]
- 1933 – stopniowe uzależnienie się od nazistowskich Niemiec[2]
- 1938 – uchwalenie pierwszych ustaw skierowanych przeciwko Żydom[6]
- 2 listopada 1938 – Węgry otrzymały część Słowacji i zachodnią Ruś Podkarpacką[2]
- luty 1939 – Węgry przystąpiły do paktu antykominternowskiego[2]
- marzec 1939 – Węgry zajęły wschodnią Ruś Podkarpacką[2]

## II wojna światowa
- 1939 – Węgrzy przyjęli uchodźców z zaatakowanej przez Niemcy Polski[3]
- 30 sierpnia 1940 – Węgry otrzymały północny Siedmiogród[3]
- marzec 1941 – Niemcy zażądały od Pála Telekiego udziału w wojnie przeciwko Jugosławii[3]
- kwiecień 1941 – Teleki popełnił samobójstwo; Węgry włączyły się do wojny[3]
- czerwiec 1941 – Węgry przyłączyły się do Niemiec do wojny przeciwko ZSRR[3]
- 1943 – Węgrzy rozpoczęli rozmowy pokojowe z aliantami[3]
- marzec 1944 – początek niemieckiej okupacji na Węgrzech[3]
- 22 grudnia 1944 – powołanie rządu Béla Miklósa[3]
- 28 grudnia 1944 – Węgry wypowiedziały wojnę Niemcom[3]
- kwiecień 1945 – Armia Czerwona wyparła Niemców z Węgier[3]
- 8 maja 1945 – koniec II wojny światowej na Węgrzech[6]

## Rządy komunistyczne
- grudzień 1945 – Niezależna Partia Drobnych Rolników wygrała wybory parlamentarne, zdobywając 57% głosów[3]
- 1 lutego 1946 – proklamowano Republikę Węgierską[3]
- luty 1947 – delegacja węgierska podpisała traktat pokojowy z państwami koalicji antyniemieckiej[3]
- sierpień 1947 – wybory parlamentarne wygrał Blok Lewicy, zdobywając 61% głosów[3]
- 1948–1949 – przeprowadzono nacjonalizację przemysłu i kolektywizację rolnictwa[3]
- 1949 – przeprowadzono egzekucję László Rajka[7]
- 1949–1953 – nasilenie terroru[3]
- 5 marca 1953 – śmierć Stalina spowodowała zmniejszenie terroru na Węgrzech[2]
- 13 czerwca 1953 – Matyas Rakosi zrezygnował ze stanowiska premiera Węgier. Jego następcą został Imre Nagy[7]
- 1954 – László Rajk został zrehabilitowany[7]
- 18 kwietnia 1955 – András Hegedüs objął stanowisko premiera po obaleniu Nagyego[7]
- 1955 – Węgry przystąpiły do Układu Warszawskiego[3]
- 1955 – Węgry przystąpiły do ONZ[3]
- 18 lipca 1956 – I sekretarzem Węgier został Ernő Gerő[7]
- 6 października 1956 – przeprowadzono uroczysty pogrzeb László Rajka[7]
- 16 października 1956 – reaktywowano demokratyczne stowarzyszenie studenckie[7]
- 20 października 1956 – studenci ogłosili listę postulatów, domagając się demokratyzacji Węgier[7]
- 22 października 1956 – na politechnice w Budapeszcie rozpoczęły się masowe demonstracje studentów[7]
- 23 października 1956 – pod pomnikiem Józefa Bema zgromadziło się 20 tys. osób domagających się demokratyzacji Węgier. W ciągu dnia liczba protestujących zwiększyła się do 200 tys. Wieczorem manifestanci zrzucili z cokołu pomnik Stalina. Krótko przed północą milicjanci zaatakowali protestujących przeciwko terrorowi radzieckiemu; wybuch powstania węgierskiego[7]
- 24 października 1956 – do Budapesztu wjechały wojska radzieckie[7]
- 25 października 1956 – siły bezpieczeństwa otworzyły ogień, zabijając i raniąc ponad 100 osób[7]
- 27 października 1956 – Imre Nagy zaakceptował rewolucję i przeprowadził pierwsze reformy[7]
- 28 października 1956 – zawarto rozejm z wojskami radzieckimi[7]
- 30 października 1956 – wojska radzieckie wycofały się z Budapesztu. W Debreczynie, Győrze i Sopronie doszło do zabicia manifestantów[7]
- 31 października 1956 – Imre Nagy ogłosił, że Węgry rozpoczęły rozmowy w sprawie odejścia z Układu Warszawskiego[7]
- 1 listopada 1956 – do Węgier wtargnęły wojska radzieckie[7]
- 3 listopada 1956 – rozpoczęły się negocjacje w sprawie wycofania wojsk radzieckich z Węgier[7]
- 4 listopada 1956 – atak wojsk radzieckich na Budapeszt[7]
- 7 listopada 1956 – obalono rewolucyjny rząd Imre Nagyego, powołano rząd Jánosa Kádára; koniec powstania węgierskiego[7]
- 16 czerwca 1958 – zamordowano Imre Nagyego[7]
- poł. lat 60. XX w. – zmodyfikowano nakazowo-rozdzielczy system gospodarczy, który poprawił warunki życiowe Węgrów[3]
- lata 80. XX w. – kryzys gospodarczy[3]
- 1987–1988 – działalność rozpoczęły: Węgierskie Forum Demokratyczne, Związek Młodych Demokratów, Związek Wolnych Demokratów, a reaktywowały się Niezależna Partia Drobnych Rolników i Węgierska Partia Socjaldemokratyczna[2]
- maj 1988 – odwołano Kádára od kierowania WSPR[3]
- czerwiec–wrzesień 1989 – rozmowy „Trójkątnego Stołu”, w których uczestniczyli opozycja, WSPR i związane z partią organizacje społeczno-polityczne[3]
- październik 1989 – WSPR przekształciła się w Węgierską Partię Socjalistyczną[3]

## Czasy najnowsze
- maj 1990 – wybory parlamentarne wygrało Węgierskie Forum Demokratyczne, powołano rząd Józsefa Antalla[3]
- czerwiec 1990 – zmiany w konstytucji utwierdziły zmiany polityczne i gospodarcze[3]
- 15 lutego 1991 – powołano Grupę Wyszehradzką, w skład której weszły: Węgry, Czechosłowacja (po rozpadzie Czechosłowacji: Czechy i Słowacja) i Polska[8]
- 1994–1998 – rządy socjalistów, premierem został Gyula Horn[3]
- 1997 – rozpoczęto oficjalne rozmowy w sprawie przyjęcia Węgier do NATO[2]
- 6 lipca 1998 – początek rządów Viktor Orbána (Fidesz)[2]
- 12 marca 1999 – Węgry przystąpiły do NATO[2]
- kwiecień 2002 – Péter Medgyessy z Węgierskiej Partii Socjalistycznej zwyciężył w wyborach parlamentarnych i został premierem Republiki Węgier[2]
- 27 maja 2002 – początek rządów koalicji Węgierskiej Partii Socjalistycznej i Związku Wolnych Demokratów[2]
- 1 maja 2004 – Węgry przystąpiły do Unii Europejskiej[2]
- kwiecień 2010 – Fidesz wygrał wybory parlamentarne[3]
- 13 maja 2014 – były komunistyczny szef MSW Bela Biszku został skazany na 5,5 roku więzienia za zbrodnie wojenne popełnione po rewolucji z 1956[9]
- 2014 – Fidesz ponownie wygrał wybory parlamentarne[10]
- I poł. 2015 – na Węgrzech zatrzymano ponad 67 000 nielegalnych imigrantów[11]
- wrzesień 2015 – Węgrzy rozpoczęli wywóz nielegalnych imigrantów do Austrii i Niemiec[12]
- 15 września 2015 – Węgry ogłosiły stan kryzysowy w związku z napływem nielegalnych imigrantów[13]
- 6 października 2015 – zmarł prezydent Republiki Węgierskiej w latach 1990–2000 Árpád Göncz[14]